# Saadun ad-Dulaimi

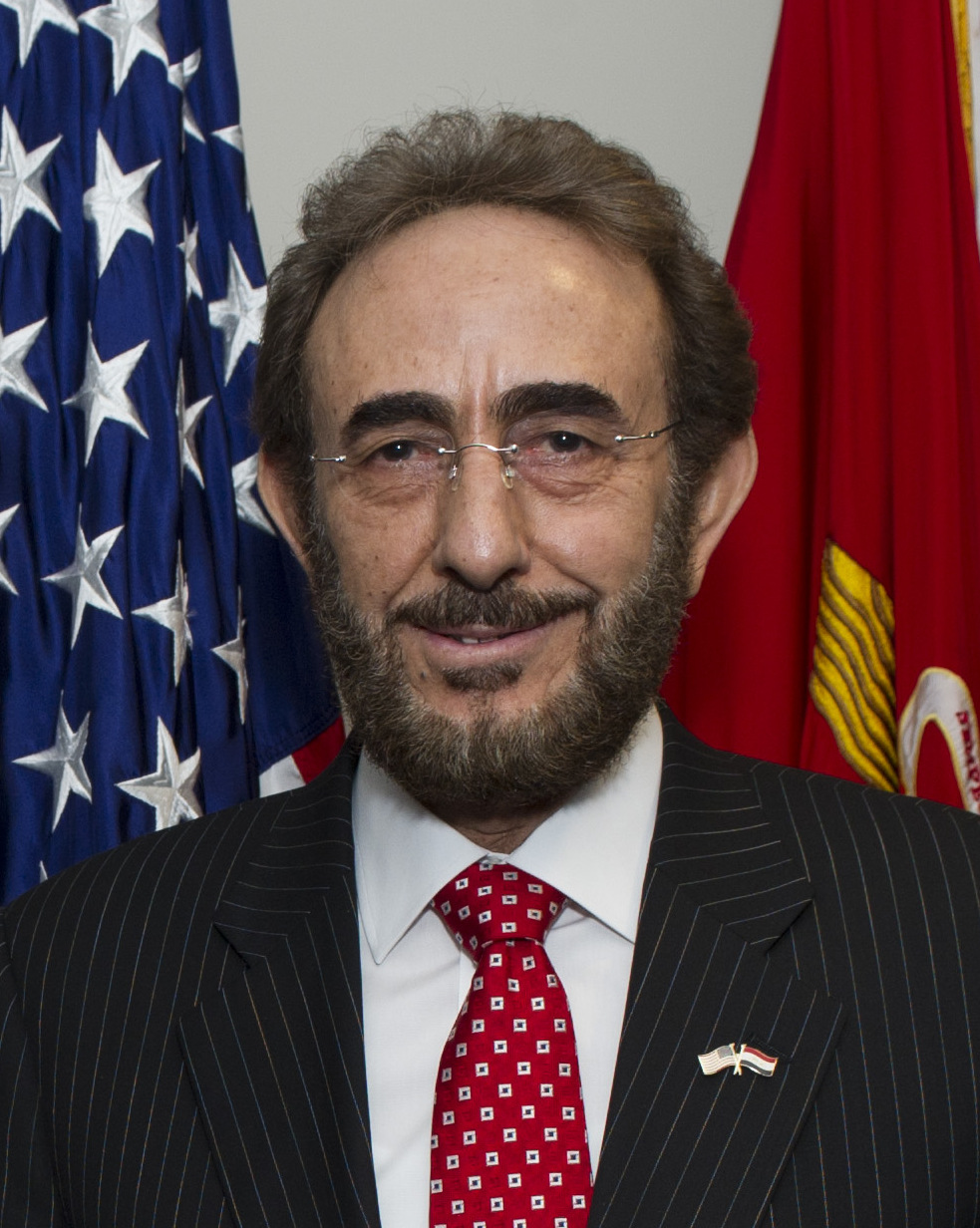
Saadun ad-Dulaimi

Saadun ad-Dulaimi (arabisch سعدون الدليمي, DMG Saʿdūn ad-Dulaimī) ist ein sunnitischer irakischer Politiker und ehemaliger Verteidigungsminister des Irak. 

## Früheres Leben
Saadoun al-Dulaimi wurde 1954 in Al-Anbar geboren. Er erwarb 1979 einen Master-Abschluss in Soziologie an der Universität Bagdad. Nach dem Master-Abschluss arbeitete er als Dozent an der Universität von Bagdad, bevor er 1986 nach London geschickt wurde, um dort 1990 zu promovieren. Darüber hinaus arbeitete er als Dozent an britischen Universitäten und an vielen arabischen Universitäten, darunter Saudi-Arabien und Jordanien. Er wurde auch als wichtiges Mitglied wissenschaftlicher und akademischer Vereinigungen ausgewählt und führte viele Arten von Forschungen in arabischer und englischer Sprache durch.

## Spätere Karriere
Er war während der Zeit Saddam Husseins Offizier in der irakischen Armee, floh jedoch 1986 nach Saudi-Arabien, da er wegen Mitwirkens an einem missglückten Attentat auf Saddam Hussein in Abwesenheit zum Tode verurteilt worden war. In Großbritannien promovierte er in Sozialpsychologie und unterrichtete in Jordanien und den USA. Nach dem Sturz Saddam Husseins kehrte er in den Irak zurück. Beobachter sagen, ad-Dulaimi sei der US-geführten Zivilverwaltung des Irak unter Jay Garner und später unter Paul Bremer kritisch gegenübergestanden.
In der ersten frei gewählten irakischen Regierung seit Saddam Hussein wurde er zum Verteidigungsminister gewählt. Durch seine Ernennung, sowie die Ernennung von Abid Mutlaq al-Dschiburi zum stellvertretenden Ministerpräsidenten hofft man, die sunnitischen Widerstandskämpfer zu besänftigen und in den politischen Prozess des Irak mit einbinden zu können.
Am 26. Mai 2005 stellte ad-Dulaimi zusammen mit dem schiitischen Innenminister Bayan Baqir Sulagh einen Plan zur Terrorbekämpfung in Bagdad vor, in dem vorgesehen ist, dass um ganz Bagdad Absperrungen errichtet werden und insgesamt 40.000 Polizisten und Soldaten zum Einsatz kommen. Bezüglich der Provinz al-Anbar sagte ad-Dulaimi, niemand würde von den Sicherheitsmaßnahmen ausgenommen werden, nicht einmal seine eigenen Brüder.
Im April 2006 erfolgte eine Kabinettsumbildung und sein Nachfolger im Verteidigungsministerium wurde Abdul Qadir Mohammed Dschasim.
Bei den Parlamentswahlen am 7. März 2010 gewann Saadoun in der Provinz Al Anbar als Kandidat der Einheitsallianz des Irak ein Mandat. Anschließend wurde er zum Kulturminister in der Regierung von Nuri al-Maliki ernannt, die am 21. Dezember 2010 vereidigt wurde.
Am 17. August 2011 übernahm er kommissarisch das Amt des Verteidigungsministers. Während seiner Amtszeit eroberte der sogenannte Islamische Staat weite Teile des irakischen Staatsgebiets, darunter auch Mossul im Juni 2014. Im Dezember desselben Jahres wurde er als amtierender Verteidigungsminister abgelöst.

## Privates
Er ist ein Mitglied des einflussreichen Dulaimi-Stammes und stammt aus Ramadi, der Hauptstadt der westirakischen Provinz al-Anbar, in der der Widerstand gegen die Truppen der USA sehr stark ist. Er ist ein angesehener Psychologe und Statistiker. Saadun ad-Dulaimi spricht fließend englisch und gilt als moderat und säkular. 